# Barbara Neely
Barbara Neelyová (30. listopadu 1941 Lebanon, Pennsylvania, USA – 9. března 2020) byla americká spisovatelka a aktivistka. Již za svůj první román Blanche na útěku získala řadu ocenění.
Zemřela po krátké nemoci 2. března 2020 ve věku 78 let.

## Dílo
Barbara Neelyová je autorkou řady povídek a série čtyř románů s detektivními zápletkami, které spojuje hlavní hrdinka, Afroameričanka Blanche Whiteová — matka dvou dětí, nájemná hospodyně a detektivka z nouze. Neelyová ve svých románech kriticky poukazuje na neutěšenou rasovou, sociální a genderovou situaci na současném americkém Jihu.

### Romány
- Blanche na útěku (Blanche on the Lam (1992), české vydání: Pistorius & Olšanská, Příbram 2012, přeložili Hana Hlaváčková, Štěpán Hnyk, Zuzana Hřebcová, Eva Kalivodová, Radka Knotková, Dana Křepelová, Michaela Zelingrová)
- Blanche Among the Talented Tenth (1994)
- Blanche Cleans Up (1998)
- Blanche Passes Go (2000)